# Teya (cantante)
Teodora Špirić (en serbio: Теодора Шпирић; Viena, 12 de abril de 2000), conocida artísticamente como Teya y anteriormente como Thea Devy, es una cantante austriaca. Fue seleccionada para representar a Austria en el Festival de la Canción de Eurovisión 2023 con la canción Who the Hell Is Edgar? a dúo con Salena.

## Biografía
Nacida en Viena de padres serbios, vivió sus primeros años en Kladovo (Serbia), antes de finalmente establecerse con su familia en Austria. Esta mostró un interés inmediato por la música desde muy joven, actuando como saxofonista en una orquesta de jazz local y comenzando a componer sus propias canciones a la edad de 17 años.
En 2018, bajo el seudónimo de Thea Devy, lanzó su sencillo debut Waiting For. A finales de 2019, quiso representar a Austria en el Festival de la Canción de Eurovisión 2020 con el tema Judgement Day. A pesar de haber sido seleccionada entre los tres candidatos finales, la emisora austriaca ORF posteriormente seleccionó internamente al cantante austro-filipino Vincent Bueno. Esta pieza fue posteriormente elegida por la radio y televisión serbia RTS entre los 24 participantes del Beovizija 2020, festival que utilizó para seleccionar al representante serbio, presentando la versión serbia de la canción titulada Sudnji dan para la ocasión.
En 2021, participó en la quinta edición del concurso de talentos Starmania, quedando en octava posición. Más tarde, ese mismo año, lanzó el sencillo Runaway (Stay), en colaboración con el cantante croata Ninski, utilizando el seudónimo de Teya.
El 31 de enero de 2023, se confirmó que la emisora austriaca ORF la había seleccionado internamente, junto con Salena, como su representante nacional para el Festival de la Canción de Eurovisión 2023, celebrado en Liverpool. Su tema para el certamen, Who the Hell Is Edgar?, fue presentado el 8 de marzo de 2023.
En 2025 fue una de las autores de la canción Wasted Love de JJ, que representó a Austria en el Festival de la Canción de Eurovisión de ese año, celebrado en Basilea, donde consiguió el triunfo y la tercera estrella para el país.

## Discografía

### Sencillos
- 2018 – Waiting For
- 2018 – What Christmas Is About
- 2018 – Collide
- 2019 – Judgement Day/Sudnji dan
- 2022 – Ex Me
- 2022 – Mirror Mirror (con Truu)
- 2022 – Criminal (con Bermuda e DJ Spicy)
- 2023 – Who the Hell Is Edgar? (con Salena)
- 2024 – Not Scared Of Growing Old

#### Colaboraciones
- 2021 – Runaway (Stay) (Ninski feat. Teya)
- 2023 – Pay for It (Apollo on the Run feat. Teya)
- 2024 – Bite Marks (League of Legends feat. Teya)